# Rio Băzăvan (Dâlga)
O Rio Băzăvan é um rio da Romênia afluente do Rio Dâlga, localizado no distrito de Olt.